# Sara Moura
Sara Botelho de Carvalho da Cruz Moura (Lisboa, 03 de Outubro de 1988) é uma actriz e produtora portuguesa.

## Formação
iniciou a sua formação artística na Escola Profissional de Artes e Ofícios do Espectáculo do Chapitô dirigida por Ávila Costa, Francisco Salgado, Rute Dutra e outros. Tem vários Workshops entre os quais o de Voz e Canto com Sara Belo, Mimo com Gardi Hutter, Teatro do Gesto com John Mowat e uma Masterclass de Commedia Dell’Arte dirigida por Carlo Boso.

## Carreira
Estagiou com Jorge Listopad no Teatro de Municipal de Almada enquanto assistente de encenação e actriz. Trabalha com os Artistas Unidos desde 2006 onde foi dirigida por Jorge Silva Melo e Franzisca Aarflot. Trabalhou com o Bicateatro e com a Animoforma enquanto produtora e animadora.
Em 2009 estreou-se em cinema com o filme António Lobo Antunes: Escrever, escrever, viver realizado pela cineasta Solveig Nordlund.
Desde 2012 que trabalha como actriz e produtora para a Skookum Films onde colaborou em vários projectos com o realizador Nuno Sá Pessoa. Em 2015 protagonizou a curta-metragem documental Je Suis Sousa Mendes do realizador brasileiro Cloves Mendes. Desde 2016 que pertence ao corpo de júri do Arroios Film Festival. 
Desde sempre teve interesse em escrita e comédia.

## Teatro
- Pedra, Papel e Tesoura, de Daniel Keene (2007)
- A Mata, de Jesper Halle (2007)
- Esta Noite Improvisa-se, de Luigi Pirandello (2009)
- Seis Personagens à Procura de Autor, de Luigi Pirandello (2009)
- Fala da Criada, de Jorge Silva Melo (2011)
- Palácio do Fim, de Judith Thompson (2012)
- Escurial, de Michel de Ghelderode (2013)

## Cinema
- António Lobo Antunes: Escrever, escrever, viver, de Solveig Nordlund (2009)
- Bílis Negra, de Nuno Sá Pessoa (2013)
- O Mestre do Barro, de Nuno Sá Pessoa (2015)
- O Método, de Nuno Sá Pessoa (2015)
- Je Suis Sousa Mendes de Cloves Mendes (2015)